# Fuertesia dominguensis
Fuertesia dominguensis ist eine Pflanzenart aus der Familie der Blumennesselgewächse (Loasaceae) und die einzige Art der Pflanzengattung Fuertesia. Der Gattungsname ehrt den spanischen Geistlichen und Pflanzensammler Miguel Domingo Fuertes Lorén (1871–1926).

## Beschreibung
Fuertesia dominguensis ist eine Liane, die mit brüchigen wie auch charakteristischen, 0,5 Millimeter langen, stechenden, nicht aber nesselnden Haaren besetzt ist. Die Haare sind an der Spitze mit zwei Haken versehen. Die Blätter stehen wechselständig, die Blattspreiten sind herzförmig, lederig und ganzrandig.
Die Blütenstände sind endständig und thyrsenähnlich, typischerweise mit einem Dichasium ganz außen und zusätzlich ein bis drei dichasialen Parakladien. Die Blüten sind fünfzählig und annähernd ungestielt, je Blüte finden sich zwei linealische Tragblätter. Die Kelchlappen sind unverwachsen und gelbgrün, die Kronblätter schlitzblättrig und im Kelch eingeschlossen, dünn häutig und blassgelb. Den vor den Kelchblättern stehenden Staubblättern fehlt ein ausdifferenziertes Konnektiv, die Staubbeutel sind zweiseitig.
Die Frucht ist eine eiförmige Kapsel mit geflügelten Nähten, auf ihr sitzt der Kelch, der auch nach der Blüte erhalten bleibt.
Die Chromosomenzahl beträgt n = 13.

## Verbreitung
Fuertesia dominguensis ist endemisch auf Hispaniola.

## Systematik
Die Art wird in die Unterfamilie Gronovioideae eingeordnet. Erstbeschrieben wurde sie 1910 durch Ignatz Urban, seither konnte sie mehrfach neu gesammelt werden. Sie ist eng verwandt mit den Gronovia.

## Nachweise
- Maximilian Weigend: Loasaceae. In: Klaus Kubitzki (Hrsg.): The Families and Genera of Vascular Plants. Volume 6: Flowering Plants, Dicotyledons: Celastrales, Oxalidales, Rosales, Cornales, Ericales. Springer, Berlin / Heidelberg / New York 2004, ISBN 3-540-06512-1, S. 248 (englisch, eingeschränkte Vorschau in der Google-Buchsuche).
- Maximilian Weigend: Familial and generic classification. Online, Zugriff am 3. August 2008